# Fadiga

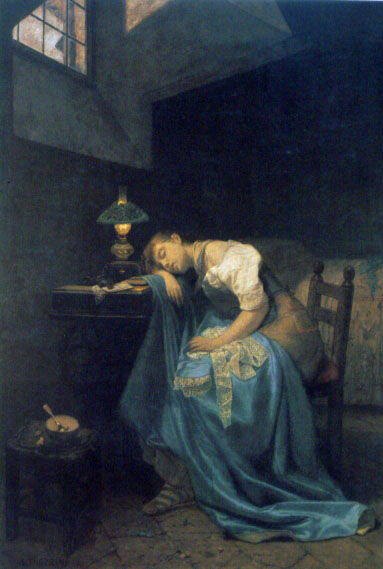
"A Costureira Cansada", tela de Angelo Trezzini (1827-1904).

A palavra fadiga (ou também cansaço) é usada cotidianamente para descrever uma série de males subjetivos intrínsecos que vão desde um estado genérico de letargia até uma sensação específica de calor nos músculos provocada pelo trabalho intenso. Fisiologicamente, "fadiga" descreve a incapacidade de continuar funcionando ao nível normal da capacidade pessoal devido a uma percepção ampliada do esforço. Fadiga é onipresente na vida cotidiana, mas geralmente torna-se particularmente perceptível durante exercícios pesados. É o chamado esgotamento, na essência da palavra.
A fadiga possui duas formas; uma se manifesta como uma incapacidade muscular local para desenvolver um trabalho e a outra se manifesta como uma sensação abrangente de falta de energia, corporal ou sistêmica. Devido a estas duas facetas divergentes de sintomas de fadiga, tem sido proposto que as causas da fadiga sejam encaradas sob perspectivas "central" e "periférica".
A fadiga pode ser perigosa quando são realizadas tarefas que demandem concentração constante, tais como dirigir um veículo. Quando uma pessoa está suficientemente fatigada, ele ou ela pode experimentar períodos de microssono (perda de concentração). Todavia, testes cognitivos objetivos deverão ser feitos para diferenciar os déficits neurocognitivos dos males cerebrais daqueles atribuíveis ao cansaço.
Acredita-se que a sensação de fadiga origina-se no sistema ativador reticular na base do cérebro.  Estruturas musculo-esqueléticas podem ter co-evoluído com estruturas cerebrais apropriadas de modo que todo o conjunto funcione de forma construtiva e adaptativa. Os sistemas conjuntos de músculos, juntas e funções proprioceptivas e cinestésicas mais partes do cérebro evoluem e funcionam conjuntamente de forma unitária).

## Tipos
A fadiga pode ser tanto física quanto mental. A fadiga física é a incapacidade de continuar funcionando no nível de suas habilidades normais; uma pessoa com fadiga física não pode erguer uma caixa tão pesada ou andar o mais longe que pudesse se não estivesse fatigada.
Fadiga mental, por outro lado, manifesta-se em  sonolência ou lentidão. Uma pessoa com fadiga mental pode adormecer, reagir muito lentamente ou desatenta. Com microsleep s, a pessoa pode não perceber que ele estava dormindo. Sem a quantidade adequada de sono, parecerá que certas tarefas parecem complicadas, a concentração diminuirá e acabará resultando em erros fatais.

## Causas e consequências
A fadiga pode ser um sintoma de um problema médico, mas mais comumente é uma reação fisiológica normal ao esforço, falta de sono, tédio, alterações nos horários de sono-vigília (incluindo jet lag) ou estresse.
Em alguns casos, dirigir após 18 a 24 horas sem dormir equivale a um teor alcoólico no sangue de 0,05% a 0,10%.

## Lista de condições associadas
- AIDS
- Anemia
- Anorexia nervosa
- Ansiedade ou Síndrome do pânico
- Artrite
- Depressão clínica
- Diabetes
- Doença celíaca
- Endometriose
- Fibromialgia
- Hepatite C
- HIV
- Hipertiroidismo
- Hipotiroidismo
- Hipoglicemia
- Insuficiência adrenal
- Leucemia ou Linfoma
- Medicamentos
- Mononucleose
- Esclerose múltipla
- Síndrome de ativação de mastócitos[14][15][16]
- Miastenia grave
- Mal de Parkinson
- Pneumonia
- Gravidez
- Sinusite
- Ressaca
- Privação do sono
- Fome

### Em inglês
- «NIH/Medline» (em inglês)
- «National Cancer Institute» (em inglês)

### Em português
- 13 Truques contra a Fadiga Muscular: Turbine suas manhãs
- «Fadiga» em Lincx - Serviços de Saúde. Acessado em 2 de agosto de 2007.
- «Síndrome da fadiga crônica por Drauzio Varella» 🔗. Acessado em 2 de agosto de 2007.